# Sibson-cum-Stibbington
Sibson-cum-Stibbington (ONS-code E04001734) is een civil parish in het bestuurlijke gebied Huntingdonshire, in het Engelse graafschap Cambridgeshire.
De parish omvat de nederzettingen Sibson en Stibbington, en is over spoor ontsloten door station Wansford.
Abbots Ripton · 
Abbotsley · 
Abington Pigotts · 
Ailsworth · 
Alconbury Weston · 
Alconbury · 
Alwalton · 
Arrington · 
Ashley · 
Babraham · 
Bainton · 
Balsham · 
Bar Hill · 
Barham and Woolley · 
Barnack · 
Barrington · 
Bartlow · 
Barton · 
Bassingbourn cum Kneesworth · 
Benwick · 
Bluntisham · 
Borough Fen · 
Bottisham · 
Bourn · 
Boxworth · 
Brampton · 
Bretton · 
Brington and Molesworth · 
Brinkley · 
Broughton · 
Buckden · 
Buckworth · 
Burrough Green · 
Burwell · 
Bury · 
Bythorn and Keyston · 
Caldecote · 
Cambourne · 
Carlton · 
Castle Camps · 
Castor · 
Catworth · 
Caxton · 
Chatteris · 
Chesterton · 
Cheveley · 
Childerley · 
Chippenham · 
Christchurch · 
Colne · 
Comberton · 
Conington (South Cambridgeshire) · 
Conington (Huntingdonshire) · 
Coton · 
Cottenham · 
Coveney · 
Covington · 
Croxton · 
Deeping Gate · 
Denton and Caldecote · 
Diddington · 
Doddington · 
Downham · 
Dry Drayton · 
Dullingham · 
Duxford · 
Earith · 
Easton · 
Ellington · 
Elm · 
Elsworth · 
Eltisley · 
Elton · 
Ely · 
Etton · 
Eye · 
Eynesbury Hardwicke · 
Farcet · 
Fen Ditton · 
Fen Drayton · 
Fenstanton · 
Folksworth and Washingley · 
Fordham · 
Fowlmere · 
Foxton · 
Fulbourn · 
Gamlingay · 
Girton · 
Glatton · 
Glinton · 
Godmanchester · 
Gorefield · 
Grafham · 
Grantchester · 
Graveley · 
Great Abington · 
Great and Little Chishill · 
Great Eversden · 
Great Gidding · 
Great Gransden · 
Great Paxton · 
Great Shelford · 
Great Staughton · 
Great Wilbraham · 
Guilden Morden · 
Haddenham · 
Haddon · 
Hail Weston · 
Hamerton · 
Hardwick · 
Harlton · 
Harston · 
Haslingfield · 
Hatley · 
Hauxton · 
Helpston · 
Hemingford Abbots · 
Hemingford Grey · 
Heydon · 
Hildersham · 
Hilton · 
Hinxton · 
Histon · 
Holme · 
Holywell-cum-Needingworth · 
Horningsea · 
Horseheath · 
Houghton and Wyton · 
Huntingdon · 
Ickleton · 
Impington · 
Isleham · 
Kennett · 
Kimbolton · 
Kings Ripton · 
Kingston · 
Kirtling · 
Knapwell · 
Landbeach · 
Leighton · 
Leverington · 
Linton · 
Litlington · 
Little Abington · 
Little Eversden · 
Little Gidding · 
Little Gransden · 
Little Paxton · 
Little Shelford · 
Little Wilbraham · 
Littleport · 
Lode · 
Lolworth · 
Longstanton · 
Longstowe · 
Madingley · 
Manea · 
March · 
Marholm · 
Maxey · 
Melbourn · 
Meldreth · 
Mepal · 
Milton · 
Morborne · 
Newborough · 
Newton · 
Northborough · 
Oakington and Westwick · 
Offord Cluny · 
Offord D'Arcy · 
Old Hurst · 
Old Weston · 
Orton Longueville · 
Orton Waterville · 
Orwell · 
Over · 
Pampisford · 
Papworth Everard · 
Papworth St. Agnes · 
Parson Drove · 
Peakirk · 
Perry · 
Pidley cum Fenton · 
Rampton · 
Ramsey · 
Reach · 
Sawston · 
Sawtry · 
Shepreth · 
Shingay cum Wendy · 
Shudy Camps · 
Sibson-cum-Stibbington · 
Snailwell · 
Soham · 
Somersham · 
Southoe and Midloe · 
Southorpe · 
Spaldwick · 
St. Ives · 
St. Martin's Without · 
St. Neots Rural · 
St. Neots · 
Stapleford · 
Steeple Gidding · 
Steeple Morden · 
Stetchworth · 
Stilton · 
Stow cum Quy · 
Stow Longa · 
Stretham · 
Sutton · 
Swaffham Bulbeck · 
Swaffham Prior · 
Swavesey · 
Tadlow · 
Tetworth · 
Teversham · 
The Stukeleys · 
Thetford · 
Thorney · 
Thornhaugh · 
Thriplow · 
Tilbrook · 
Toft · 
Toseland · 
Tydd St. Giles · 
Ufford · 
Upton and Coppingford · 
Upton · 
Upwood and the Raveleys · 
Wansford · 
Warboys · 
Waresley · 
Water Newton · 
Waterbeach · 
Wentworth · 
West Wickham · 
West Wratting · 
Westley Waterless · 
Weston Colville · 
Whaddon · 
Whittlesey · 
Whittlesford · 
Wicken · 
Wilburton · 
Willingham · 
Wimblington · 
Wimpole · 
Winwick · 
Wisbech St. Mary · 
Wisbech · 
Wistow · 
Witcham · 
Witchford · 
Wittering · 
Woodwalton · 
Woodditton · 
Woodhurst · 
Wothorpe · 
Yaxley · 
Yelling